# Kamen Rider Gotchard
Kamen Rider Gotchard (仮面ライダーガッチャード, Kamen Raidā Gatchādo) là bộ phim truyền hình Nhật Bản ra mắt năm 2023 thuộc thể loại tokusatsu, đây là phần phim thứ 34 thuộc loạt phim Kamen Rider do Toei sản xuất và đồng thời cũng là tác phẩm thứ 5 trong thời kỳ Lệnh Hòa của chuỗi phim. Bộ phim được lên sóng vào ngày 3 tháng 9 năm 2023, chiếu trong khung giờ Super Hero Time từ 9 giờ đến 10 giờ theo giờ Nhật Bản, song song với Ohsama Sentai King-Ohger và Bakuage Sentai Boonboomger trong Super Hero Time, sau khi phần phim Kamen Rider Geats kết thúc.
Tại Việt Nam, bộ phim được Skyline Media mua bản quyền và phát sóng.

## Nội dung
"Giả kim thuật" là một kỹ thuật tạo ra "vàng" thông qua việc kết hợp nhiều nguyên tố khác nhau. Một trong những nghiên cứu bí ẩn của "giả kim thuật" chính là tạo ra những "sinh vật sống" nhân tạo. Câu chuyện của tác phẩm này sẽ bắt đầu ở thời điểm hiện tại, khi những thí nghiệm này đã thành công mà không một ai hay biết.
Trọng tâm câu chuyện về Kamen Rider Gotchard sẽ xoay quanh hành trình thu thập các "Quái vật nhân tạo Chemy" được tạo ra từ những kỹ thuật tiên tiến nhất của "giả kim thuật" với 2 Chemy đầu tiên là Gaiard và Dragonalos. Chúng có thể sỡ hữu ngoại hình giống với bất cứ thứ gì hiện hữu trên thế giới này, chẳng hạn như châu chấu và tàu hoả. Tổng cộng có 101 sinh vật như vậy và chúng được lưu trữ trên những tấm thẻ bài gọi là "Ride Chemy Card". Ngoài "Ride Chemy Card" còn có 2 biến thể, đó là "Repli Chemy Card" và "Daybreak Chemy Card" dành cho Gotchard Daybreak.  3 loại này có điểm chung là hệ thống phân cấp từ 1 đến 10, chia ra 10 hệ. Chemy cấp 10 (trừ Gaiard và Dragonalos) đều có chữ X trong tên Chemy. 2 Ride Chemy Card có thể kết hợp với nhau với điều kiện tổng 2 cấp của Chemy Card là 10 (ngoại lệ là cặp Gaiard và Dragonalos và cặp Crosshopper và Tenliner).
Dù đã được lưu trữ cẩn thận nhưng vẫn có một sự cố đã giải phóng toàn bộ chúng ra bên ngoài. Ichinose Hotaro, nhân vật chính của câu chuyện là một học sinh trung học vô tình vướng vào sự cố này cậu được Kudo Fuga giao phó cho "Gotchardriver" với nhiệm vụ thu thập các Chemy đã được giải thoát.
Chemy là những sinh vật nhân tạo có thể cộng hưởng với con người, nếu gặp những trái tim tốt nó sẽ trở thành bạn đồng hành của con người và để minh chính cho điều này Hotaro đã sử dụng các Ride Chemy Card với Gotchardriver, hợp nhất bản thân mình với Chemy để trở thành Kamen Rider Gotchard.
Mặt khác, khi các Chemy cộng hưởng với ác ý của con người hoặc với các hình nộm chúng sẽ trở thành những "Malgam" với những phẩm chất thiện và ác như hai mặt của một đồng tiền.
Glion, thủ lĩnh nhóm 3 chị em bóng tối (thực chất họ đều là những búp bê sống) và là người hầu của Minh Hắc Vương đã lợi dụng sức mạnh của "hòn đá triết gia" để tạo ra 1 thế giới toàn vàng tên là El Dorado. Sau đó Glion là sở hữu 1 phần của "hòn đá triết gia" của Germain, 1 trong 3 Minh Hắc Vương sở hữu giả kim thuật nguyên bản. 2 người còn lại là Gigist sở hữu giả kim thuật dựa trên Chemy và là người tạo ra Chemy và Gaelijah sở hữu giả kim thuật dựa trên chiêm tinh học và tiên tri. Cả 3 trước đây đều là con người nhưng sau đó đã hợp nhất với nhau thành Minh Hắc Vương, tạo ra Glion với vai trò là người hầu của Minh Hắc Vương. Nhiệm vụ của Hotaro là ngăn chặn âm mưu của Glion và các Minh Hắc Vương, đồng thời tiếp tục thu thập Chemy để mở khóa sức mạnh thực sự của "giả kim thuật" và "hòn đá triết gia".
Câu cửa miệng của Hotaro là "Gotcha!", một câu nói lóng trong tiếng Anh với hàm ý là "Tôi đã làm được" hay "Tôi đã bắt được".

## Nhân vật
Kamen Rider (Super/Fire/Iron/Platinum/Rainbow/Ultima) Gotchard  :  Ichinose Hotarou
Valvarad/Kamen Rider Valvarad (Kurogane):  Kurogane Spanner
Kamen Rider Gotchard Daybreak:  Ichinose Hotarou (2029)
Kamen Rider (Twilight) Majade :  Kudo Rinne
Kamen Rider Wind :  Kudo Fuga
Kamen Rider Dread :  Minato, Clotho, Lachesis, Tsuruhara Sabimaru, Atropos, Glion, Isaac (AI)
Dread Troopers
Kamen Rider Eld :  Glion
Valvarad: Lachesis
Kamen Rider (Legendary) Legend : Ho-Oh Kaguya Quartz
Nhân vật Kamen Rider Gotchard xuất hiện lần đầu trong bộ phim Kamen Rider Geats: 4 Aces and the Black Fox.
Nhân vật Ho-Oh Kaguya Quartz xuất hiện lần đầu trong spin off Kamen Rider Gotchard vs Kamen Rider Legend.

## Sản xuất
Thương hiệu Kamen Rider Gotchard được Công ty Toei đăng ký vào ngày 22 tháng 5, 2023.
Họp báo giới thiệu sẽ được tổ chức vào ngày 09 tháng 8 cùng năm trên các nền tảng truyền thông chính thức của Toei.

## Phim điện ảnh

Áp phích chính thức của phim

- Kamen Rider The Winter Movie: Gotchard & Geats Strongest Chemy★Great Gotcha Operation
- Kamen Rider Gotchard The Movie: The Future Daybreak

## Diễn viên
• Ichinose Hotarou : Motojima Junsei (本島 純政 Motojima Junsei)
• Kudo Rinne: Matsumoto Reiyo (松本 麗世 Matsumoto Reiyo)
• Kurogane Spanner: Fujibayashi Yasunari (藤林 泰也 Fujibayashi Yasunari)
• Edami Kyoka: Fukuda Saki (福田 沙紀 Fukuda Saki)
• Icho Renge: Abe Oto
• Tsuruhara Sabimaru, Isaac (AI): Tomizono Rikiya (富園 力也 Tomizono Rikiya)
• Minato: Kumaki Rikuto (熊木陸斗 Kumaki Rikuto)
• Atropos: Okita Itono
• Clotho: Miyahara Kanon
• Lachesis: Sakamaki Arisa
• Kajiki Ryo, Butler: Kabe Amon (加部 亜門 Kabe Amon)
• Ichinose Tamami: Minamino Yoko
• Kudo Fuga: Ishimaru Kanji
• Glion: Kamakari Kenta
• Hopper1, Crosshopper: Misato Fukuen (福圓 美里 Fukuen Misato)
• Steamliner, Tenliner: Nobuyuki Hiyama (檜山 修之 Hiyama Nobuyuki)
• Nijigon: Okamoto Nobuhiko (岡本 信彦 Okamoto Nobuhiko)
• Ho-Oh Kaguya Quartz: Nagata Seiichiro (永田 聖一朗 Nagata Seiichiro)
• Gotchardriver (Daybreak), Valvarusher, Exgotchalibur, Gotcharigniter, Valvaradriver (Kurogane), Người kể chuyện: Konishi Katsuyuki (小西 克幸 Konishi Katsuyuki)
• Legendriver, Legend Kamen Riser: Mark Okita (マーク 大喜多 Māku Ōkita)
• Ichinose Hotarou (2029): DAIGO
• Dreadriver, Eldoradriver, Gigist: Okiayu Ryotaro (置鮎 龍太郎 Okiayu Ryotaro)
• Germain: Amasaki Kohei (天﨑 滉平 Amasaki Kōhei)
• Gaelijah: Itoh Ayasa (伊藤 彩沙 Itō Ayasa)

• Saigetsu: Takagi Katsuya